# Brachioppiella bifurcata
Brachioppiella bifurcata är en kvalsterart som först beskrevs av Sandór Mahunka 1998.  Brachioppiella bifurcata ingår i släktet Brachioppiella och familjen Oppiidae. Inga underarter finns listade.